# Urbánní akupunktura

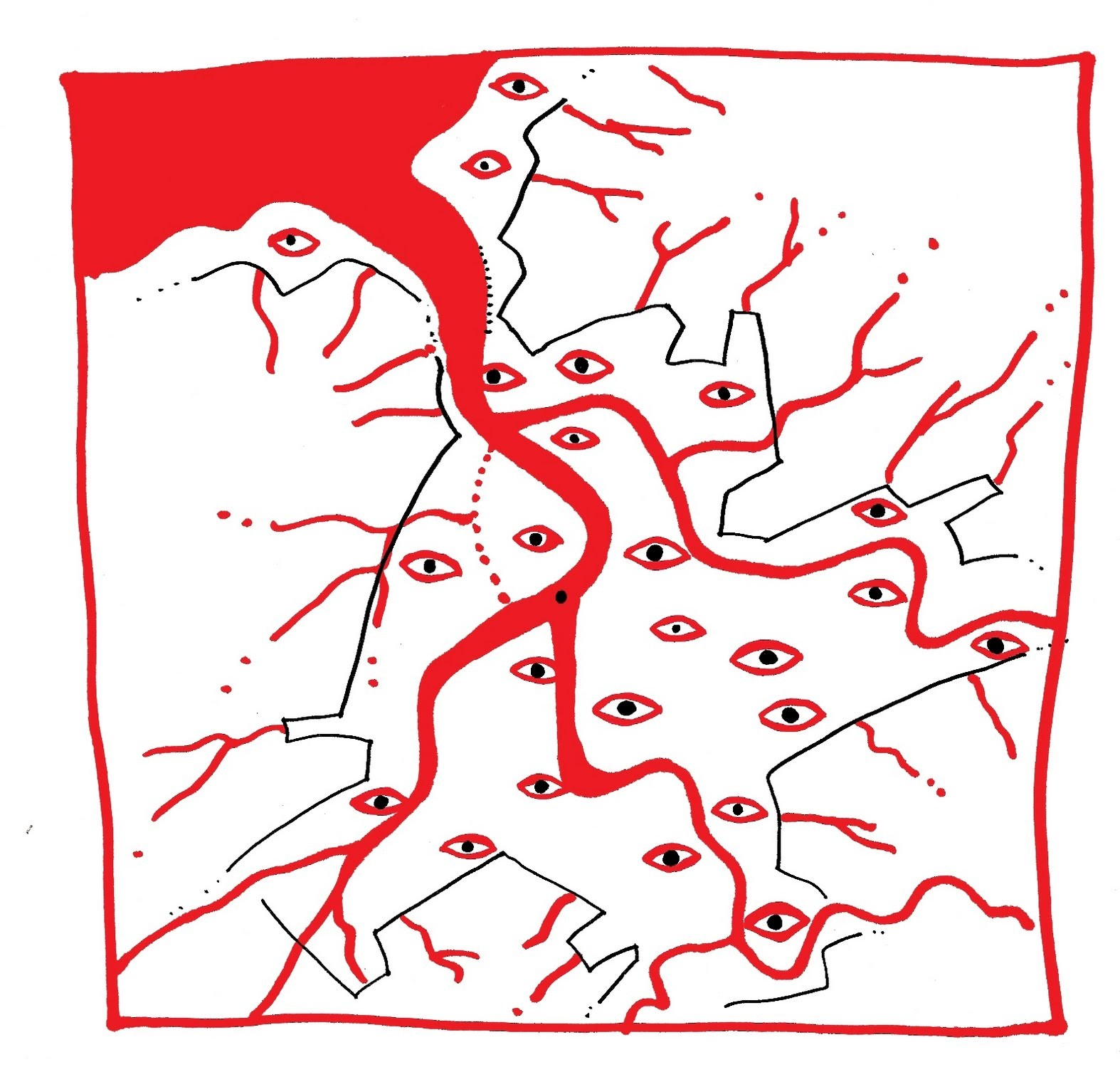
Taipei organická akupunktura

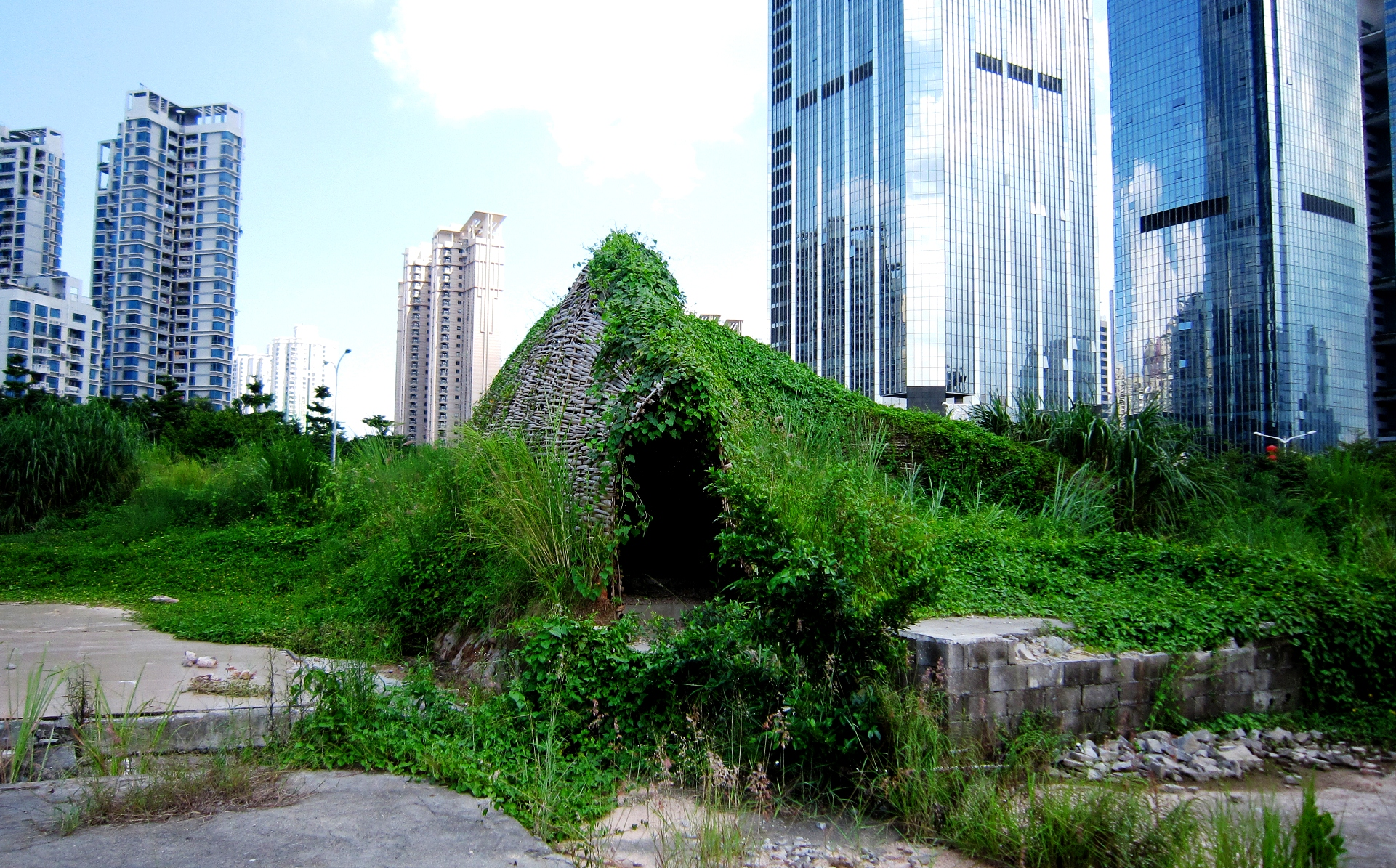
Bug Dome od skupiny WEAK! Shenzhen, China. Neoficiální společenský klub pro ilegální pracovníky vedle Shenzenské radnice.

Urbánní akupunktura je urbanisticko - ekologickou teorií, která spojuje urbanistické navrhování s teorií akupunktury z tradiční čínské medicíny. Tato strategie zobrazuje města jako živé dýchající organismy s citlivými body, které vyžadují opravu. Projekty udržitelnosti, pak slouží jako jehly, které oživí celek tím, že vyléčí jeho části.

## Urbánní akupunktura
Jdouc ve stopách finského architekta a teoretika sociálních věd Marca Casagrandeho se tato myšlenková škola vyhýbá masivním urbanistickým projektům obnovy ve prospěch cílených komunitním přístupům, což v době limitovaných zdrojů a omezených rozpočtů může demokraticky a levně nabídnout užitek pro obyvatele měst. Casagrande zobrazuje města jako komplikované energetické organismy, ve kterých různé překrývající se vrstvy energetických toků určují činnosti občanů jakož i rozvoj celého města. Smícháním navrhování města s ekologií vyvíjí Casagrande metody přesné manipulace městskými energetickými toky, s cílem vytvořit ekologicky udržitelný rozvoj měst směrem k tzv. třetí generaci města (po-průmyslové město). Tato teorie je vyvíjena na tchajwanské univerzitě Tamkang společně s nezávislým multidisciplinárním výzkumným centrem Ruin Academy.
Casagrande popisuje urbánní akupunkturu jako:
[a] Přechod architektonické manipulace kolektivní smyslové inteligence města. Město je vnímáno jako několika rozměrový citlivý energetický organismus, žijící prostředí. Urbánní akupunktura má za cíl kontakt s touto přirozeností "a citlivostí porozumět energetickým tokům kolektivní čchi pod viditelným městem a reagovat na citlivá místa této čchi. Architektura je v pozici produkovat akupunkturní jehly pro urbání čchi. "Plevel zakoření byť v nejmenší trhlině v asfaltu a nakonec zničí město. Urbánní akupunktura je plevel a akupunkturní bod je trhlina. Možnost dopadu je jasná -spojuje lidskou přirozenost s přírodou. Teorie otevírá dveře nekontrolované kreativitě a svobodě. Každý občan má možnost přidat se k tvůrčímu procesu, bez obav používat městský prostor pro jakýkoliv účel a rozvíjet své životní prostředí podle své vůle.  V širším kontextu lze urbání akupunkturu vnímat jako komunikaci s městem zvenku, jako přirozenou známku života ve městě a programově ji zahrnout.
Urbánní akupunktura nese některé podobnosti s novým urbanistickým pojmem: taktický urbanismus. Myšlenka se zaměřuje na místní zdroje, nikoli na kapitálově náročné městské programy a podporuje myšlenku občanů instalujících a pečujících o zásahy do prostředí. Tyto malé změny, jak prohlašují zastánci, zvýší společenskou morálku a urychlí oživení. Zjednodušit toto pojetí na prosté konstatování “urbanistická akupunktura” znamená soustředit se na malé, dílčí, zásahy zespoda nahoru, které využívají přímé komunitární energie pozitivními způsoby, aby léčily zpustlé čtvrti a zlepšily městské panorama. Urbánní akupunktura je míněna jako alternativa k velkým zásahům jdoucím shora dolů, které obvykle vyžadují velké investice z městských fondů (které většina měst v dnešní době bohužel nemá) a mnoho byrokracie. Mikroskopické zásahy zahrnuty Urbání Akupunkturou vyzývají jak aktivistické občany, tak společenství s nedostatkem hotovosti. V Mexiku označuje urbání akupunktura přístup, který přetváří přechodné bydlení, stejně jako chýše v chudinských čtvrtích, na jednoduché domovy, jež umožňují pozdější “doplnění” v závislosti na potřebách a cenové dostupnosti. Tato strategie transformuje zóny chýší, aniž by přemísťovala rodiny žijící spolu po celé generace. 
Jaime Lerner, bývalý starosta Curitiby, navrhuje urbánní akupunkturu jako řešení budoucnosti pro současné otázky rozvoje měst. Zaměřuje se na velmi úzké tlakové body ve městech, kde můžeme iniciovat pozitivní dominový efekt pro větší společnost. Urbání akupunktura přiznává vlastnictví pozemků veřejnosti a zdůrazňuje význam komunitního rozvoje malými zásahy do vzezření měst. To znamená přesně určit opatření, která mohou být provedena rychle, uvolnit energii a vytvořit pozitivní dominový efekt. V roce 2007 popsal:
"Věřím, že nějaké léčivé “kouzlo” může a mělo by být aplikováno do měst, protože mnoho jich je nemocných a některá až nevyléčitelně. Stejně jako u medicíny je potřebná spolupráce pacientů s doktory, v urbanistickém plánování je nezbytná reakce města - postrčit prostor způsobem, aby byl schopen se léčit, zlepšit a vytvořit tak pozitivní řetězovou reakci. Je nezbytné během revitalizujících zásahů přinutit organismus pracovat jiným způsobem než doposud."
Tchajwanský architekt a akademik Ti-Nan Chi nahlíží s mikro-urbanismem na zranitelné a nevýznamné části měst po celém světě. Identifikuje je jako mikro-zóny, ve kterých pomocí mikroprojektů pro obnovu pečlivě zapojuje veřejnost na různých úrovních. Jejich cílem je vyřešit konflikty mezi majiteli nemovitostí, vesničany a širokou veřejností.

## Urbánní ekologická obnova
V ekologické obnově průmyslových měst může mít urbání akupunktura formu spontánních a často nelegálních městských farem a komunitních zahrad narušujících větší mechanické město a ladících ho na vlnu udržitelnosti soužití s přírodním prostředím. Oblasti urbánní akupunktury mohou přijímat, zpracovávat a recyklovat odpad z okolí města a sloužit jako eko-údolí v rámci městské zástavby. V urbanismu řek oblasti urbánní akupunktury mohou zahrnovat nádrže podzemní dešťové vody a působit jako povodňová ochrana pro okolní města a mohou působit jako biologické filtry k čištění vody pocházející ze znečištěných řek. Urbánní akupunktura je manipulací bod po bodu s urbánní energií k vytvoření udržitelného města, které nazval Marco Casagrande Třetí generací měst.

## Urbánní akupunktura v umění
Americký umělec Goron Matta-Clark je uznáván za vývoj systému pro identifikaci rozpadu v zastavěném prostředí, což je považováno jako první krok ve formování Urbánní akupunktury.
Umělkyně Miru Kim zkoumá průmyslové ruiny a struktury, což ji vede k vnímání města jako jednoho živoucího organismu. Nabádá k cítění nejen pokožky města, ale i k proniknutí do vnitřních vrstev střev a žil, které se rojí nepatrnými formami života. Odvolávajíc se na uměleckou práci s veřejným prostředím Cicada Casagrande vysvětluje: "Cicada je urbánní akupunktura pro město Tchaj-pej, pronikající do zpevněných ploch průmyslové výstavby, tak aby se proniklo k původní zemině a dostalo se do kontaktu s kolektivní Čchi. Místní znalost váže lidi Tchaj-peje k přírodním kořenům. Zámotek Cicady je náhodný prostředník mezi moderním člověkem a realitou. Není jiné reality než je příroda." Environmentální umění, jako je urbánní akupunktura, je umělecký způsob vstřikování zdravé dávky přírodních elementů a lidského rozměru do mechanizované městské sítě.

## Projekty
- Treasure Hill, Marco Casagrande